# Kismet
Kismet – tureckie słowo oznaczające przeznaczenie, fatum, los. Używane przez muzułmańskie ludy tureckie oraz na terenach pozostających przez wieki pod tureckim panowaniem (Bośnia, Chorwacja, Serbia, Bułgaria).
Termin kismet jest najczęściej stosowany na określenie niespodziewanych wydarzeń i niewytłumaczalnych zrządzeń losu. Jest on ściśle, bardziej niż europejskie pojęcie przeznaczenia, związany z religią i Bogiem (Allahem). Może być przejawem fatalizmu, ale także dowodem zaufania w moc Allaha i oznaczać bezwarunkowe poddanie się jego woli. 
Pojęcie to nie jest oficjalnie uznawane w islamie, jest jednak silnie rozpowszechnione wśród muzułmanów.